# 4-я гвардейская моторизованная бригада (Хорватия)

Знак 4-й гвардейской бригады «Пауки» на берет

4-я гвардейская бригада «Пауки» (хорв. 4. gardijska brigada "Pauci") — бригада Национальной гвардии Хорватии времён войны в Хорватии. Одна из наиболее известных частей хорватских войск.

## Название
Название бригада получила в честь своего командира Андрии Матияша, генерала хорватской армии по прозвищу «Паук». Матияш погиб 9 октября 1995 во время операции «Южное направление».

## История

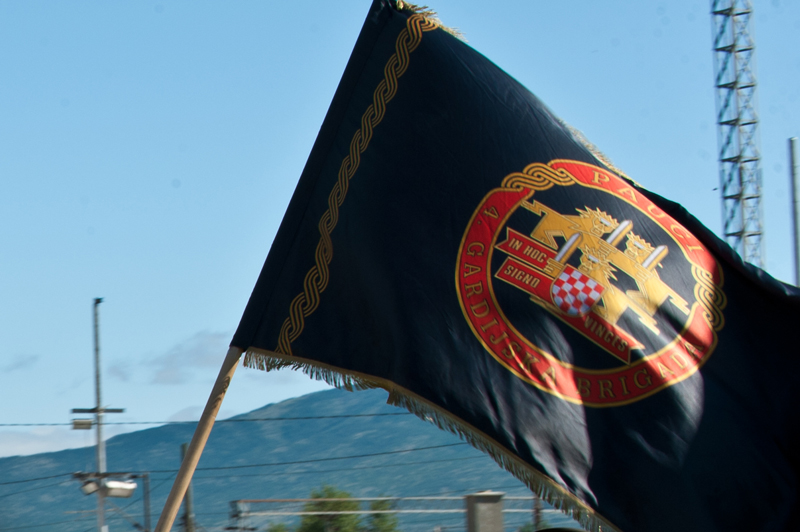
Знамя бригады на мероприятиях по случаю 16-летия операции «Буря»

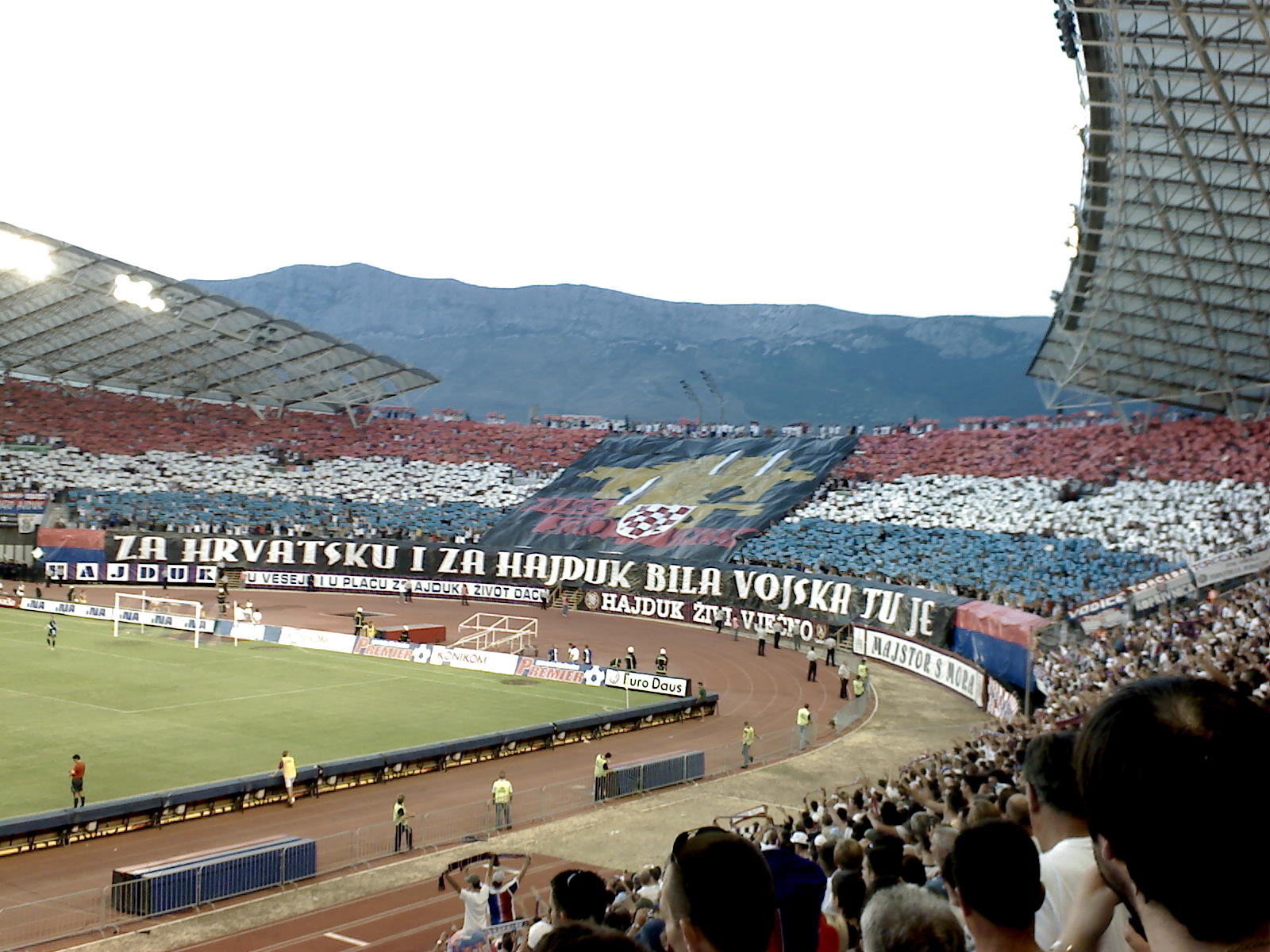
Фанаты «Хайдука» чествуют бригаду

### Формирование
Бригада сформирована 28 апреля 1991 в составе Национальной гвардии и насчитывала изначально 130 бывших полицейских. Они проходили обучение в Кумровце с разрешения МВД Хорватии. Большинство служащих бригады были родом из городов Ливно, Томиславград, Купрес, Широки-Бриег, Требижат, Любушки, Столац и Бугойно. 30 мая 1991 они прибыли в Сплит, а затем оттуда в Ресник.
В Реснике был сформирован 1-й батальон бригады под командованием Генто Меджугораца и Ивана Зелича. Из военнослужащих бригады были созданы две роты, причём 1-я по хронологии (ранее образованная) называлась 2-й, а 2-я (образованная позже) называлась 1-й. Той самой «ранней ротой» командовал Илько Павлович, а «поздней ротой» — Йошко Мацан. Пополнение бригады велось при помощи добровольцев из Каштеля, которые создали 3-ю роту под командование Марио Удиляка. Часть бригады была направлена в Имотски для формирования 3-го батальона, часть несла службу во Врилке и Сине как 2-й батальон, а оставшиеся были отправлены в Меткович и Дубровник. 2-я рота формально числилась без солдат, однако после пополнения отправилась на своё первое задание в Крушево (около Задара).

### Служба
Обучения солдат в 4-й бригаде как такового не было, поэтому они обучались по ходу войны. Первым успехом бригады стало взятие Крушево в июле 1991 года, позднее она ввязалась в бои за Задар, Синь, Дрниш, Шибеник, Водице, а также за бои около Дубровника в ходе операций «Тигр» и «Влаштица». Позднее подразделение участвовало в операциях «Масленица», «Зима '94» (подоперациях «Прыжок 1» и «Прыжок 2»), «Лето '95», «Буря» и «Мистраль».
4-я бригада за всю войну не потерпела ни одного поражения, благодаря чему министр обороны Хорватии Гойко Шушак высоко оценил её и назвал ударной бригадой. Однако вместе с тем 193 солдата бригады погибли во время войны. В часовне Священного Креста в Сплите (около казарм Драчевац) изображены портреты всех 193 погибших солдат.
За всю историю бригадой командовали в годы войны генералы Иво Елич, Мирко Шундов и Дамир Крстичевич. В мирное время командовали бригадой бригадиры Анте Котроманович, Звонко Асанович, Блаж Беретин и Младен Фузул.

### Расформирование
В 2008 году после реформы армии бригада была распущена, а на её основе в составе Моторизованной гвардейской бригады был создан 2-й моторизованный батальон «Пауки». 21 июня 2007, ещё до расформирования бригады, была создана Ассоциация ветеранов 4-й гвардейской бригады, которой руководит Божо Задро.

## Марш
| На хорватском | На русском |
| --- | --- |
| Resnik ih skupi ko' draga mati na zov Domovine. I mladost jurnu na put do sunca, slobodu braniti. Bije boj za mir, za san, ide četvrta, stupa noć i dan. Kruševo i Sinj Unešić i Ston. Križni put je to, pobjeda i tron. Ide četvrta na dušmana, zove Domovina. Padoše mnogi za mir svet, poklonimo se. Spokoj svim zemlja neka im da, svim junacima. Jer ostvaren je tisućljetni san, sad Hrvatska je tu. Neka zvone zvona pobjede za Domovinu. | Ресник собрал их как родная мать По зову Отчизны. И молодёжь ринулась по пути к солнцу, Чтобы защищать свободу. Идёт бой за мир, за сон, Идёт 4-я бригада, наступает днём и ночью. Крушево и Синь, Унешич и Стон Это путь креста, победа и трон. Идёт 4-я на врага, Зовёт Родина. Многие погибли за священный мир, Поклонимся им. Пусть страна даст всем им мир, Всем героям. Тысячелетняя мечта сбылась, Хорватия тут. Пусть звонят колокола в честь победы Родины. |